# 리소좀
리소좀(영어: lysosome)은 단백질 분해 효소가 들어있는 세포 내의 작은 주머니이다. 일반적으로 오래되어서 못 쓰게 된 세포소기관을 파괴하거나 외부에서 탐식작용을 통해 먹어 치운 바이러스나 박테리아 같은 외부 물질들을 파괴하는 데에 사용된다. 일반적으로 리소좀 내부는 상당히 낮은 pH 조건을 유지하고 있다.
1955년 드 뒤브 등은 쥐의 간세포 마쇄액(磨碎液)을 원심 분리하자 미토콘드리아보다 약간 가볍고, 마이크로좀보다 약간 무거운 미소 과립을 얻을 수 있다는 것을 발견했다. 그들은 이 과립을 리소좀이라고 불렀다. 리소좀에는 여러 종류의 산성 가수분해 효소(산성 포스파타아제·산성 리보뉴클레아제 따위)가 들어 있다. 리소좀은 전자 현미경으로 보면 한 겹의 막으로 싸인, 지름 0.5μm 정도의 공모양이다. 리소좀은 0.1~1.2μm까지 다양한 크기를 가지고 있다. 리소좀과 유사한 구조를 가진 것으로 마이크로바디라는 과립이 있다. 이 소체는 과밀화 효소를 함유하고 있기 때문에 퍼옥시좀이라고도 한다. 따라서 리소좀을 전자 현미경적으로 고정하려면 산성 포스파타아제의 활성이 있고, 더욱이 한 겹의 외막을 가진 것을 확인하면 된다. 왜냐하면 리소좀을 함유하는 모든 효소를 세포 화학적으로 검출하기는 매우 어렵기 때문이다. 리소좀은 동물의 여러 가지 세포에 널리 분포하지만 식물 세포에서는 아직 확실하지 않다. 리소좀은 식세포나 백혈구 등 식작용이 활발한 세포에 많이 있다. 리소좀의 기능은 산성하에서 소화에 관계한다고 볼 수 있다.
리소좀이 세포내 소화 기관으로 작용하는 것은, 외부에서 세포냄새물질이 유입되었을 때와 세포내의 일부가 이물화(異物化)되었을 때이다. 리소좀의 또 한 가지 작용으로 세포의 자기 융해가 있다. 자기 융해는 리소좀의 외막이 찢어져 안에서 가수분해 효소가 유리되어 세포의 구성 성분을 분해하는 현상이다. 자기 융해는 어떤 원인으로 세포가 죽으면 그 직후에 일어나거나 때로는 세포가 살아 있어도 어떤 원인으로 리소좀이 파괴되어 일어나기도 한다. 리소좀의 기원에 대해서는 여러 가지 설이 있지만 아직 확정된 것은 없다. 세포는 리소좀의 가수분해 효소가 외부로 빠져 나올 것을 대비하여야 하는데 가수분해 효소들은 pH에 민감해서 염기성 상태에서는 활동을 잘 하지 못하는 점을 감안한다면 해결할 수 있다.

## 리소좀 효소
리소좀이 가지고 있는 주요 효소들에는 지질을 분해하는 라이페이스, 아밀로오스, 전분, 그리고 말토덱스트린을 분해하는 아밀라아제, 단백질을 분해하는 프로테아제, 핵산을 분해하는 뉴클레아제가 있다. 리소좀의 효소들은 조면소포체에서 합성되고 리소좀으로 가라는 만노오스-6-인산 꼬리표를 골지체에서 단다. 일탈적인 리소좀의 표적화는 효소가 리소좀에게 도달하지 못하게 한다. 따라서 세포기관에는 불필요한 물질들이 축적된다.

## 같이 보기
- 퍼옥시솜
- 항미생물 펩타이드
- 선천면역

## 참고 자료
- 이 문서에는 다음커뮤니케이션(현 카카오)에서 GFDL 또는 CC-SA 라이선스로 배포한 글로벌 세계대백과사전의 내용을 기초로 작성된 글이 포함되어 있습니다.